# 6199 Йосіокаяйой
6199 Йосіокаяйой (6199 Yoshiokayayoi) — астероїд головного поясу, відкритий 26 січня 1992 року.
Тіссеранів параметр щодо Юпітера — 3,376.
Названо на честь Йосіоки Яйой (яп. よしおか・やよい(吉岡弥生) йосіока яйой).